# Bristol North West
Circonscription parlementaire de la Chambre des communes
La circonscription de Bristol North West est une circonscription située dans la ville de Bristol, et représentée à la Chambre des communes du Parlement britannique.

## Géographie
La circonscription comprend :
- La partie nord et ouest de la ville de Bristol

## Députés
Les Members of Parliament (MPs) de la circonscription sont:
| Législature                                           | Années       | Député        | Député             | Parti        |
| ----------------------------------------------------- | ------------ | ------------- | ------------------ | ------------ |
| Bristol North West issue de Bristol West et Thornbury |              |               |                    |              |
| 39e                                                   | 1950–1951    |               | Gurney Braithwaite | Conservateur |
| 40e                                                   | 1951–1955    |               | Christopher Boyd   | Travailliste |
| 41e                                                   | 1955–1959    |               | Christopher Boyd   | Travailliste |
| 42e                                                   | 1959–1964    |               | Martin McLaren     | Conservateur |
| 43e                                                   | 1964–1966    |               | Martin McLaren     | Conservateur |
| 44e                                                   | 1966–1970    |               | John Ellis         | Travailliste |
| 45e                                                   | 1970–1974    |               | Martin McLaren (2) | Conservateur |
| 46e                                                   | 1974–1974    |               | Martin McLaren (2) | Conservateur |
| 47e                                                   | 1974–1979    |               | Ronald Thomas      | Travailliste |
| 48e                                                   | 1979–1983    |               | Michael Colvin     | Conservateur |
| 49e                                                   | 1983–1987    | Michael Stern |                    | Conservateur |
| 50e                                                   | 1987–1992    | Michael Stern |                    | Conservateur |
| 51e                                                   | 1992–1997    | Michael Stern |                    | Conservateur |
| 52e                                                   | 1997–2001    |               | Doug Naysmith      | Travailliste |
| 53e                                                   | 2001–2005    |               | Doug Naysmith      | Travailliste |
| 54e                                                   | 2005–2010    |               | Doug Naysmith      | Travailliste |
| 55e                                                   | 2010–2015    |               | Charlotte Leslie   | Conservateur |
| 56e                                                   | 2015–2017    |               | Charlotte Leslie   | Conservateur |
| 57e                                                   | 2017–2019    |               | Darren Jones       | Travailliste |
| 58e                                                   | 2019–Présent |               | Darren Jones       | Travailliste |